# Néo-Vulgate
 (avril 2024).
La mise en forme du texte ne suit pas les recommandations de Wikipédia : il faut le « wikifier ».
Les points d'amélioration suivants sont les cas les plus fréquents. Le détail des points à revoir est peut-être précisé sur la page de discussion.
- Les titres sont pré-formatés par le logiciel. Ils ne sont ni en capitales, ni en gras.
- Le texte ne doit pas être écrit en capitales (les noms de famille non plus), ni en gras, ni en italique, ni en « petit »…
- Le gras n'est utilisé que pour surligner le titre de l'article dans l'introduction, une seule fois.
- L'italique est rarement utilisé : mots en langue étrangère, titres d'œuvres, noms de bateaux, etc.
- Les citations ne sont pas en italique mais en corps de texte normal. Elles sont entourées par des guillemets français : « et ».
- Les listes à puces sont à éviter, des paragraphes rédigés étant largement préférés. Les tableaux sont à réserver à la présentation de données structurées (résultats, etc.).
- Les appels de note de bas de page (petits chiffres en exposant, introduits par l'outil «  Source ») sont à placer entre la fin de phrase et le point final[comme ça].
- Les liens internes (vers d'autres articles de Wikipédia) sont à choisir avec parcimonie. Créez des liens vers des articles approfondissant le sujet. Les termes génériques sans rapport avec le sujet sont à éviter, ainsi que les répétitions de liens vers un même terme.
- Les liens externes sont à placer uniquement dans une section « Liens externes », à la fin de l'article. Ces liens sont à choisir avec parcimonie suivant les règles définies. Si un lien sert de source à l'article, son insertion dans le texte est à faire par les notes de bas de page.
- La présentation des références doit suivre les conventions bibliographiques. Il est recommandé d'utiliser les modèles {{Ouvrage}}, {{Chapitre}}, {{Article}}, {{Lien web}} et/ou {{Bibliographie}}. Le mode d'édition visuel peut mettre en forme automatiquement les références.
- Insérer une infobox (cadre d'informations à droite) n'est pas obligatoire pour parachever la mise en page.

Pour une aide détaillée, merci de consulter Aide:Wikification.
Si vous pensez que ces points ont été résolus, vous pouvez retirer ce bandeau et améliorer la mise en forme d'un autre article.

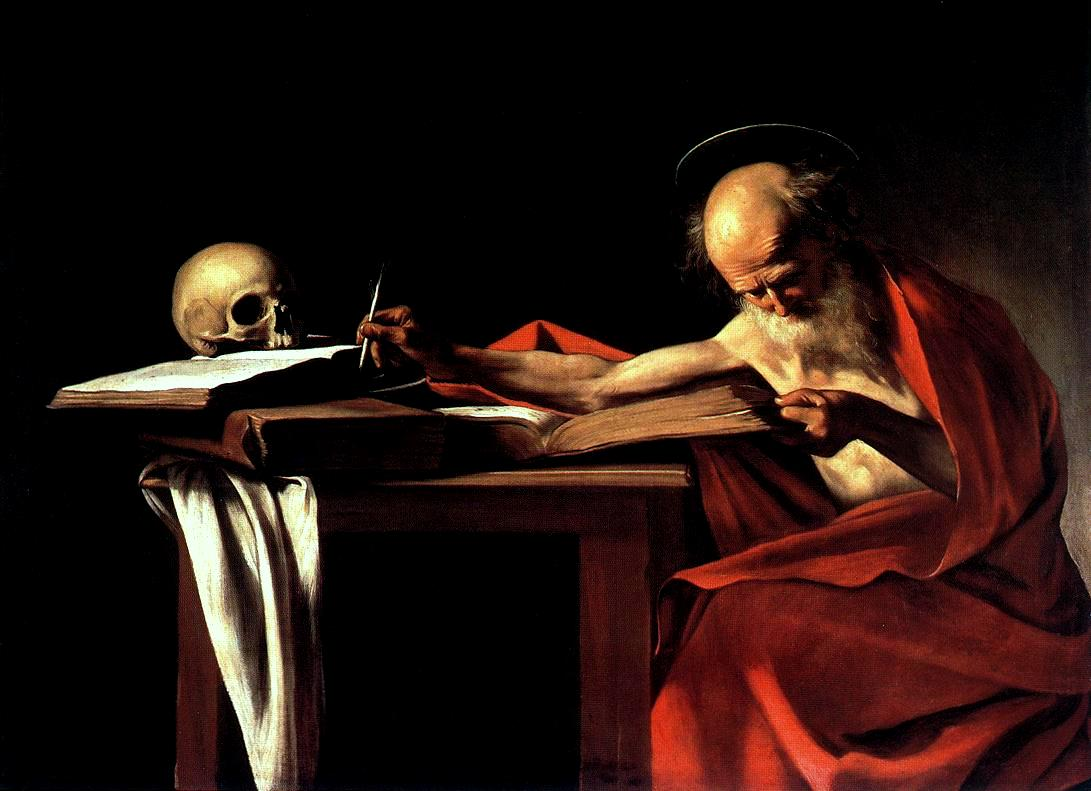
Saint Jérôme écrivant est un tableau de Caravage. Il représente Jérôme de Stridon, le traducteur de la Bible en latin, occupé à l'étude et à l'écriture de son texte.

La néo-Vulgate, Nova Vulgata, ou nouvelle Vulgate(titre complet : Nova Vulgata Bibliorum Sacrorum Editio), est la traduction latine officielle de l'Église catholique des textes en langue originale de la Bible publiés par le Saint-Siège. Elle a été achevée en 1979 et promulguée la même année par la constitution apostolique Scripturarum thesaurus de Saint Jean-Paul II. Une seconde édition, révisée, a été publiée en 1986.
La Nova Vulgata remplace la Vulgate sixto-clémentine en tant que traduction latine officielle de la Bible dans l'Église catholique.
La Nova Vulgata n'est pas une édition critique de la Vulgate historique en partie due à Saint Jérôme. Il s'agit plutôt d'un texte destiné à s'accorder avec certaines critiques modernes des textes bibliques -  issues des versions antérieures de la Bible en hébreux, en grec, voire en araméen - et à adopter un style plus proche du latin classique.

## Rédaction
La Constitution Sacrosanctum Concilium, du Concile Vatican II, a ordonné une révision du Psautier latin, afin de le mettre en conformité avec les études textuelles et linguistiques modernes tout en préservant  son style latin chrétien. En 1965, le pape Paul VI nomme une commission chargée de réviser le reste de la Vulgate, selon les mêmes principes. La commission ainsi formée a publié ses travaux en huit sections annotées, et a sollicité les critiques des universitaires catholiques au fur et à mesure de leur publication. Le Psautier a été publié en 1969, le Nouveau Testament achevé en 1971. La Nova Vulgata intégrale a été publiée pour la première fois en un seul volume en 1979.
Le texte ayant servi de référence pour la majeure partie de l'Ancien Testament est l'édition critique commandée par Saint Pie X et réalisée par les moines de l'abbaye bénédictine de Saint-Jérôme. Celui des Livres de Tobit et de Judith provient de manuscrits de la Vetus Latina. Enfin, en ce qui concerne le Nouveau Testament, la commission s'est  appuyée sur l'édition de 1969 de la Vulgate de Stuttgart, et donc sur la Vulgate d'Oxford. Tous ces textes de base ont été retravaillés pour être conformes aux éditions critiques modernes en grec, hébreu et araméen. Un certain nombre de changements ont également été apportés là où les érudits modernes estimaient que Saint Jérôme n'avait pas réussi à restituer le sens exact des versions en langues originales, ou l'avait obscurci.
La plupart des quelque 2000 modifications apportées par la Nova Vulgata à la version antérieure est mineure et de nature stylistique,.
De plus, dans le Nouveau Testament, la Nova Vulgata a introduit des rectifications pour faire concorder la bible latine avec le texte grec, afin de représenter avec précision le texte de Saint Jérôme, tout en laissant transparaître sa base grecque. Cet alignement n'avait pas été réalisé auparavant, ni dans l'édition de 1590 de la Vulgate, ni dans celle de 1592.
La Nova Vulgata ne contient que le canon biblique de l'Église catholique, et non d'autres livres pseudépigraphiques, souvent associés par tradition à la Vulgate.

## Promulgation et publication
La constitution apostolique Scripturarum thesaurus, promulguée par le pape Jean-Paul II le 25 avril 1979, fait de la nouvelle Vulgate la version officielle de la Sainte Bible dans l'Église catholique,. Son édition typique a été publiée la même année.
Une seconde édition, publiée en 1986, ajoute une préface, une présentation des principes utilisés dans la rédaction de la Nova Vulgata, et une annexe contenant trois documents historiques du Concile de Trente et de la Vulgate sixto-clémentine.